# Schrenkia turkestanica
Schrenkia turkestanica är en växtart i släktet Schrenkia och familjen flockblommiga växter.
Arten förekommer i Kazakstan och Kirgizistan. Den beskrevs som Kosopoljanskya turkestanica av Jevgenij Korovin 1922, och fick sitt nu gällande namn av Michail Pimenov 2015.